# 協興建築

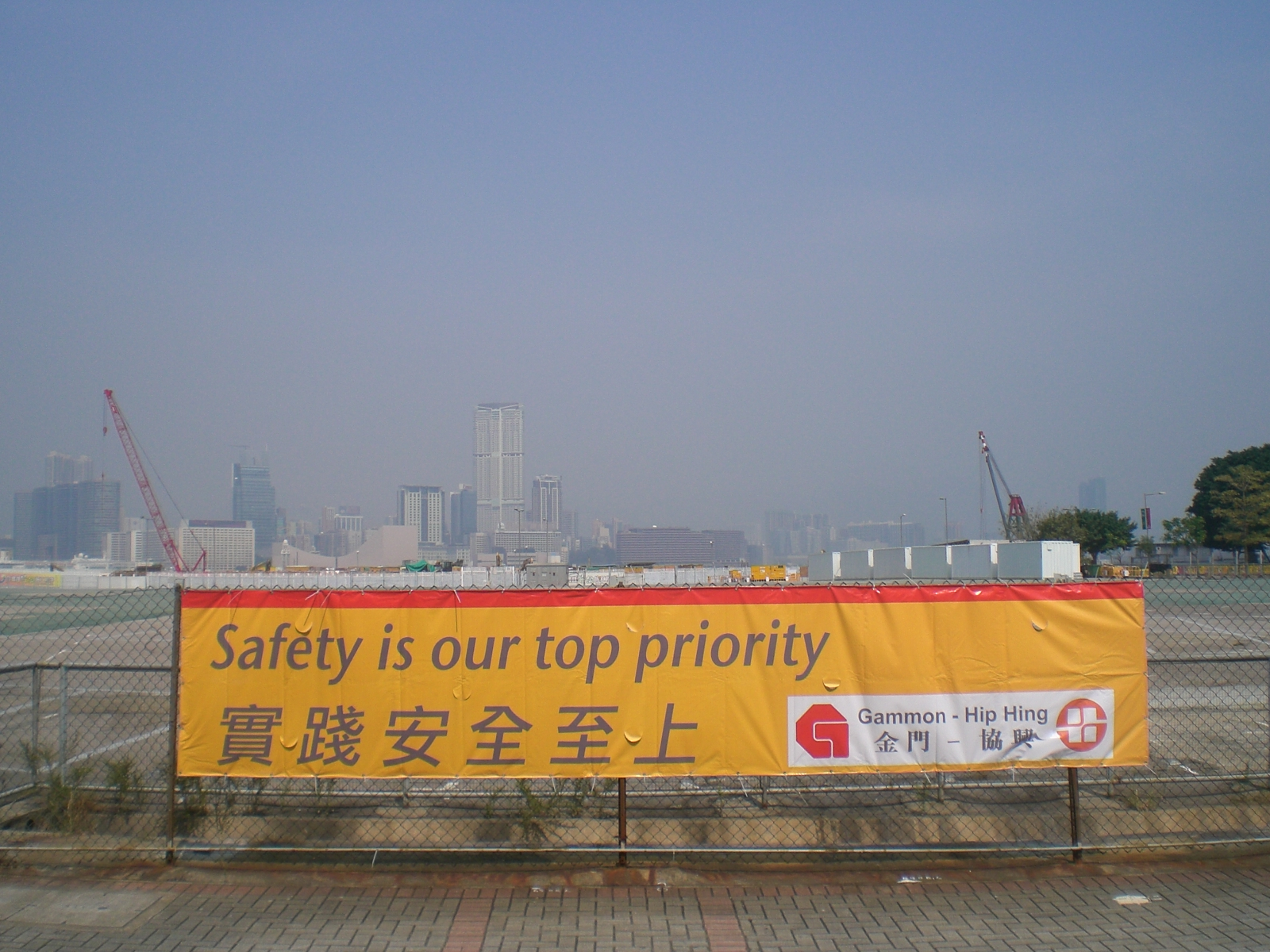
協興建築參與添馬艦發展工程

協興建築有限公司（簡稱協興），於1961年3月創立，為香港上市公司周大福創建的全資附屬公司，是香港一間著名建築公司，主要承辦香港政府及私人地產發展商的建築外判事務及其母公司的建築工程；在新世界發展轄下專責建造其地產項目的新世界建築有限公司（協盛建築）成立以前，協興亦負責建造新世界的地產項目。
2011年6月30日，協興手頭工程總額為201億港元，當中的69億為政府工程（佔34％），78億為新世界發展的工程（佔39％），餘下的54億為其他發展商的工程（佔27％）。

## 項目

### 政府、社區及交通建築
- 添馬艦發展工程（協興金門聯營）
- 啟德發展區稅務中心（設計及建造，設計再行分判予呂元祥建築師事務所）
- 將軍澳入境事務處總部（設計及建造）合约價值61.78億
- 銅鑼灣加路連山道區域法院大樓（設計及建造）合约價值47.1331億
- 立法會綜合大樓擴建工程（設計及建造）合约價值14.1835億
- 啟德體育園
- 新巴創富道車廠
- 運輸署青衣驗車中心
- 青衣物流中心項目
- 戲曲中心
- 香港會議展覽中心（第一期工程、中庭、新翼、中庭擴建）
- 香港迪士尼樂園（基建、美國小鎮大街、明日世界及後勤設施）
- 沙田馬場大樓
- 香港賽馬會跑馬地會所擴建工程
- 澳門國際機場
- 香港科學園擴建第一期工程
- 香港科學園創新斗室
- 電視廣播城
- 新界南總區警察總部大樓及行動基地
- 灣仔警察總部
- 西九龍政府合署
- 油麻地警署
- 長沙灣政府合署
- 藍田綜合大樓
- 亞洲協會香港中心
- 英國駐香港總領事館
- 樂頤居

### 商業大樓
- 太古坊二座
- 香港綠景NEO大廈
- 新世界中心重建
- 黄竹坑South Island Place
- 河內道K11重建項目
- One HarbourGate
- One Bay East
- 東薈城擴建工程
- 九龍灣高銀金融國際中心
- 九龍灣一號九龍
- 九龍灣富通中心
- 永隆銀行大廈
- 新世界大廈
- 友邦金融中心
- 栢克大廈
- 沙田通訊及科技中心
- AIRSIDE
- 瓊華中心
- 中信大廈
- 衡怡大廈
- 豐盛創建大廈
- 信德中心
- 力寶中心
- 中遠大廈及新紀元廣場
- 恒生銀行總行大廈
- 海逸坊
- 中環美利道2號商業項目The Henderson
- 啟德雙子匯
- 友邦大廈重建工程
- 太古坊（2B）商業發展項目

### 酒店及商場
- 圓方
- K11
- 東薈城
- 數碼港商場
- 時代廣場
- 尖沙咀柏麗大道
- D·PARK愉景新城
- 太古廣場商場優化工程
- 海濱廣場
- 香港嘉里酒店
- 九龍貝爾特酒店
- 富麗華酒店
- 九龍萬麗酒店
- 香港洲際酒店
- 香港君悅酒店
- 沙田凱悅酒店
- 沙田麗豪酒店
- 澳門凱旋門酒店
- 澳門新葡京酒店
- 澳門美高梅酒店
- 東隅酒店
- 麗景酒店
- 富豪東方酒店
- 上海浦東香格里拉大酒店
- 上海希爾頓酒店
- 蘇州吳宮泛太平洋酒店
- 馬尼拉新世界酒店
- 越南胡志明市萬麗酒店
- 吉隆坡萬麗酒店

### 工業及交通
- 領達中心
- 香港航空飛行培訓中心
- 赤鱲角國泰航空飲食服務設施擴建工程
- 雅潔洗衣工廠
- 啟德區域供冷系統二期工程
- 中電啟德電纜隧道工程
- 中電荔灣交匯處變電站
- 中電藍地變電站
- 中電駿日街變電站
- 中電百周年變電站
- 中電香港科技大學變電站
- 中電翠嶺路變電站
- 亞洲物流中心—順豐大廈
- 鴨脷洲發電廠
- 亞洲貨櫃碼頭物流中心
- 港鐵黃大仙站（艾格恩－協興聯營）
- 港鐵奧運站

### 住宅（非公共房屋）
- 將軍澳Savannah
- 將軍澳藍塘傲
- 將軍澳君傲灣
- 將軍澳日出康城第五及六期
- 愉景灣第三、四及五期
- 柯士甸站The Austin
- 擎天半島
- 漾日居
- 君臨天下
- 啟德Oasis Kai Tak
- 柏傲灣
- 柏傲山
- 尚悅
- 泓都
- 名鑄
- 溱林
- 蔚林
- 溱柏
- 柏巒
- 敦皓
- 珒然
- 殷然
- 曉盧
- 迎海第一期第三及四座
- 迎海第二期第18、19座及第三期第16、17座
- 麥花臣匯
- 愛德街1號
- 春暉8號
- 溱岸8號
- 乘龍閣
- 金龍閣
- 龍心閣
- 聚龍閣
- 金龍大廈
- 鴨脷洲利南道66號
- Koko Hills（會德豐茜發道項目）
- 司徒拔道50號
- 玫瑰新邨
- 翠錦園
- 雍景台
- 偉恆昌新邨
- 南豐新邨
- 賽西湖大廈
- 碧瑤灣
- 御龍山
- 寶雅山
- 翹翠峰
- 澳門壹號湖畔
- One LaSalle
- 太子匯
- 海濱南岸
- 倚嶺南庭
- 深灣畔
- 雍慧閣
- 柏道2號
- 逸樺園
- 舂坎角道44、46、48及50號
- 龍成堡
- 康怡花園（商用部分分判予新昌營造）
- 海濱花園（協興金門聯營，只參與個別樓宇的工程）
- 景峰花園
- 陽明山莊
- 沙田第一城
- 影灣園第二期
- 地利根德閣
- 嘉富麗苑
- 東堤灣畔
- 綠悠軒
- 愉景新城二期（第一及三期工程由興勝創建承包）
- 延坪道9號

### 公共房屋
- 竹園南邨1A期土地平整工程
- 田灣邨土地平整工程（協興百勤聯營）
- 梨木樹邨
- 茵怡花園
- 葵涌邨
- 銀蔚苑
- 銀河苑
- 屏欣苑
- 前逸東苑（東涌30區一期）
- 前天恒苑一期
- 油塘邨二期
- 錦豐苑三期及頌安邨頌智樓
- 喜漾
- 皇后山邨第一期
- 富蝶邨斑蝶樓
- 寶鄉邨
- 葵翠邨
- 天逸邨
- 石籬邨石歡樓
- 嘉峰臺
- 愛蝶灣
- 采頤花園
- 浩景臺
- 葵盛東邨12座拆卸工程
- 元朗東頭過渡性房屋項目同心村
- 聯合道未命名居屋
- 朗然續建工程
- 峻然
- 藍田邨十二期

### 醫療教育及宗教
- 香港佛教醫院
- 港怡醫院
- 將軍澳醫院
- 養和醫院擴建工程
- 香港樹仁大學
- 香港恆生大學M座教學行政大樓
- 香港浸信會醫院區樹洪健康中心 - 重建工程
- 香港浸信會醫院大業街浸會醫院醫療中心
- 香港浸信會醫院D座改建及E座重建工程
- 啟德醫院地基工程
- 香港樹仁大學研究院綜合大樓
- 香港大學嘉道理生物科學大樓
- 香港科技大學第一期
- 漢基國際學校 - 擴建工程
- 浸信會呂明才小學、胡素貞博士紀念學校、聖公會林裘謀中學（與沙田第一城工程合約綑綁）
- 明愛胡振中中學
- 馬斯達爾理工學院
- 南蓮園池
- 大嶼山觀音廟
- 恩褔中心
- 志蓮淨苑
- 雲浮仙觀
- 天壇大佛

## 相關
- 協興建築（中國）有限公司，母公司是香港協興建築有限公司，承包中國大陸的地產發展項目。 2004年4月，獲中國建設部發出首批「外商獨資建築企業資質證書」。 之前是中外合資，完成項目包括: 上海静安希尔顿酒店、中国大酒店工程管理、上海浦东新區银城东路世界金融大厦、上海香港新世界大厦及苏州喜来登酒店等。
- 中建三局集團有限公司，由中國建築第三工程局等內地企業與協興於2003年共同成立，主要負責建造香港地產商在內地發展項目。
- 協興海外有限公司，後名 Bell Tea Overseas Limited

## 外部連結
- 香港協興建築官方網 （页面存档备份，存于）
- 中国商务大黄页：協興建築（中國）有限公司（页面存档备份，存于）
- 新創建：協興建築（中國）有限公司